# Stanisław Majcher (polityk)
Stanisław Majcher (ur. 21 października 1936, zm. 18 grudnia 2023) – polski działacz samorządowy i nauczyciel, w latach 1978–1982 naczelnik i prezydent Głogowa.

## Życiorys
Zawodowo pracował jako nauczyciel. W drugiej połowie lat 50. zatrudniony jako nauczyciel, a także opiekun koła Związku Harcerstwa Polskiego i Polskiego Czerwonego Krzyża w szkole podstawowej w podgłogowskim Jaczowie. Na przełomie lat 60. i 70. działał jako inspektor szkolny. W 1978 objął stanowisko naczelnika Głogowa, zostało ono przekształcone w funkcję prezydenta 1 kwietnia 1981 po przekroczeniu liczby 50 tysięcy mieszkańców. Zajmował je do 1982. W kolejnych latach uczył w Zespole Szkół Ekonomicznych w Głogowie, pomiędzy 1985 a 1993 był dyrektorem tej placówki. Pod koniec lat 80. kierował Radą Miejską Patriotycznego Ruchu Odrodzenia Narodowego w Głogowie. W III RP zasiadał w radzie nadzorczej PSS „Społem” w Głogowie.
21 grudnia 2023 pochowany na cmentarzu komunalnym w Głogowie-Brzostowie.